# Venice (Nowy Jork)
Venice – miasto w Stanach Zjednoczonych, w stanie Nowy Jork, w hrabstwie Cayuga.